# Relações entre China e Djibouti
As relações entre China e Djibouti são as relações diplomáticas estabelecidas entre a República Popular da China e a República do Djibouti. Nos últimos anos, as relações entre os dois países desenvolveram-se e alcançaram resultados frutíferos em vários campos. Em 2017, a China estabeleceu uma base naval no Djibouti, sendo a primeira vez em que buscaram uma presença militar permanente além de suas fronteiras. A China e o Djibouti também concordaram em estabelecer uma parceria estratégica para fortalecer a cooperação global no mesmo ano, inaugurando uma nova era nas relações entre ambos. O Djibouti também participa ativamente da Nova Rota da Seda.